# Cinema Teatro Odeon
Il Cinema Teatro Odeon è uno spazio polivalente situato a Ponsacco.
L'edificio, costruito nel 1957, presenta una sala rettangolare molto ampia con galleria.
La parte del palcoscenico consiste in una semplice pedana formata da strutture tubolari metalliche; sulla parete di fondo è collocato il grande schermo. Queste sue caratteristiche dichiarano una utilizzazione prevalente a cinematografo.
La redazione attuale deriva da un intervento di ristrutturazione eseguito nel 1997 su progetto dell'architetto Alessandro Zaccagnini.